# Asociación de Amigos del Telégrafo
La Asociación de Amigos del Telégrafo es una organización española que se fundó en el Palacio de Comunicaciones de Madrid en 2004. Su objetivo es la conservación y difusión del patrimonio telegráfico y de telecomunicación mediante el montaje de exposiciones temporales y la publicación de libros sobre el Telégrafo.

## Historia
La Asociación de Amigos del Telégrafo nació en el año 2004, en Madrid, como preámbulo para celebrar el 150 Aniversario del Telégrafo Eléctrico en España. Su primer presidente fue Sebastián Olivé Roig (1932-2013). La asociación promueve la conservación y la difusión del patrimonio telegráfico y de telecomunicación, a través de la publicación de libros, exposiciones temporales y también a través de una página web y una revista cuatrimestral titulada Telegrafistas.com.
La asociación celebra todos los años una Asamblea General a la que acuden asociados de toda España, donde la junta rectora da cuenta de los actos celebrados y de las cuentas de la asociación. En junio de 2022, en la asamblea número XVII celebrada en Cuenca, se planteó la necesidad de restaurar algunas de las torres de telegrafía óptica de la ciudad por su importancia patrimonial y turística. En esta misma asamblea se reconoció la labor de varios estudiosos de esta especialidad telegráfica como Jesús López Requena y Emilio Borque.

### Los Telegrafistas y el Arte
Desde 2006, la Asociación de Amigos del Telégrafo celebra anualmente el proyecto cultural Los Telegrafistas y el Arte, en el que se pone de manifiesto cómo los telegrafistas, además de haber dedicado muchas horas a su profesión, han sido músicos, poetas, novelistas, periodistas, pintores, fotógrafos, etc. En estas jornadas, hombres y mujeres telegrafistas exponen su obra en la sede de la Asociación, en el Salón de Actos de la Antigua Escuela de Telégrafos, hoy edificio 'Clara Campoamor' de Madrid.

### Memorial Clara Campoamor
Desde 2007, la asociación rinde homenaje a las mujeres telegrafistas a través del Memorial Clara Campoamor. Se eligió a Clara Campoamor y su fecha del nacimiento, 12 de febrero, para honrar su memoria y difundir aspectos de su vida profesional menos conocidos, como pertenecer a la primera generación de mujeres telegrafistas. Cuando Campoamor tenía 21 años, se presentó a las oposiciones del Cuerpo Auxiliar de Telégrafos en 1909 y las aprobó. Era la primera vez que una mujer accedía en España a la Administración.
Cada 12 de febrero, la asociación hace entrega de dos condecoraciones: la insignia de Telégrafos a personas que han prestigiado con su obra la corporación telegráfica e impone a las mujeres telegrafistas la insignia "KDO" por haber destacado en su buen hacer durante muchos años de trabajo.

### Exposiciones temporales

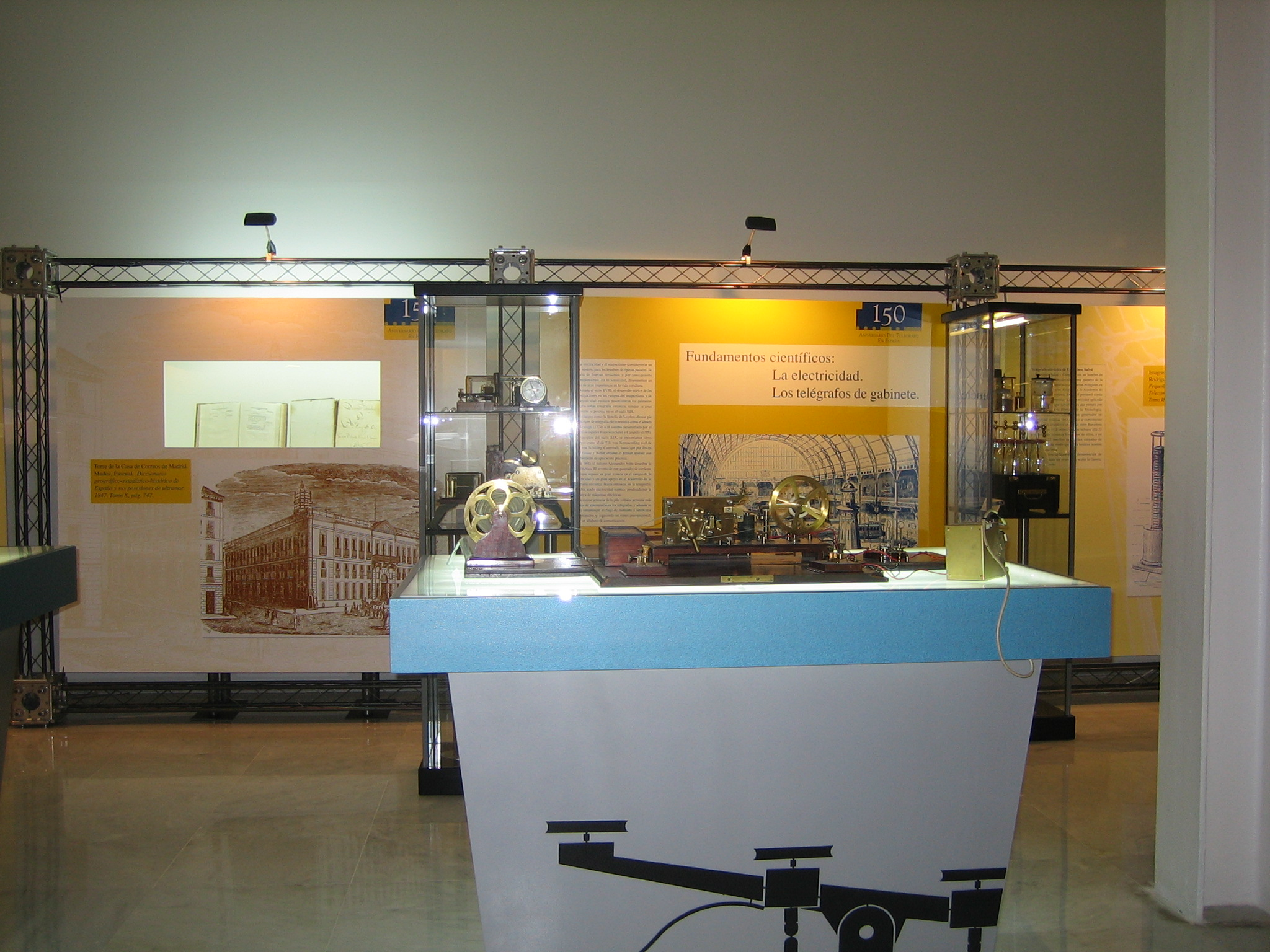
Exposición 150 Aniversario de la Telegrafía Eléctrica en España. Málaga 2006

En 2005, la Asociación de Amigos del Telégrafo y el Museo Postal y Telegráfico organizaron en Madrid la exposición 150 Aniversario del Telégrafo en España. Se iba a dar a conocer, el telégrafo, como uno de los inventos más destacados del siglo XIX, que cambiaba la dimensión espacio-temporal con la inmediatez en la transmisión y recepción de los mensajes. La muestra, montada en el Museo Postal y Telegráfico con fondos históricos originales de finales del siglo XIX y principios del siglo XX, recorrió diversas ciudades de España como Málaga, Zafra y Fregenal de la Sierra (Badajoz), León, Barcelona, Murcia-Cartagena, Jaén, Tariego de Cerrato (Palencia) y Marchena (Sevilla). Al proyecto tecnológico se añadió una exposición fotográfica, Imagen Gráfica de la Telegrafía del siglo XX.
En diciembre de 2014, la Asociación de Amigos del Telégrafo, el Ministerio de Fomento, la Sociedad Estatal Correos y Telégrafos y la empresa española operadora de satélites de comunicaciones Hispasat organizaron la exposición 160 Aniversario de la Telegrafía Eléctrica en España, en Madrid, en la Sala de las Arquerías del Ministerio de Fomento. Se conmemoró el envío del primer telegrama enviado por telegrafía eléctrica en España. La muestra albergó una exposición histórico-tecnológica, que presentó un recorrido cronológico por la Historia de la Telegrafía con un centenar de piezas originales del Museo Postal y Telegráfico, aparatos telegráficos documentos bibliográficos y cartografía; una exposición fotográfica, compuesta de 70 fotografías que presentó la evolución del servicio telegráfico español desde 1900 hasta la actualidad y una exposición filatélica sobre las Telecomunicaciones.

## Día Mundial de las Telecomunicaciones
La Unión Internacional de Telecomunicaciones (UIT) viene celebrando desde hace cincuenta años el día 17 de mayo como el Día Mundial de las Telecomunicaciones. La Asociación de Amigos del Telégrafo desde sus inicios viene conmemorando esta fecha con distintos actos. En 2023 y bajo el lema “Potenciar a los países menos adelantados mediante las tecnologías de la información y la comunicación” ha tenido lugar en la antigua Escuela de Telégrafos de Conde de Peñalver de Madrid, hoy edificio Clara Campoamor, un acto presidido por Vicente Rubio, presidente de la Asociación y presentado por Manuel Bueno, Secretario General de Organización y Comunicación de la Asociación. En dicho acto han intervenido varios ponentes de la Asociación expertos en Telecomunicaciones: el ingeniero  Manuel Zaragoza, que trazó el itinerario seguido por la Unión Internacional de Telecomunicaciones (UIT) como heredera de la Unión Telegráfica Internacional. Félix Pérez, catedrático y exdirector de la Escuela Técnica Superior de Ingenieros de Telecomunicación (ETSIT-UPM)  habló sobre las telecomunicaciones como vértice de la cuarta revolución industrial, haciendo hincapié en la necesidad de la conectividad, en la que las telecomunicaciones desempeñan y han de desempeñar un rol imprescindible, y Javier Nadal, presidente de la Asociación Española de Fundaciones, disertó sobre las telecomunicaciones en el decenio 1985-1995. Además Ramón Novoa presentó su libro, Biografía de un telegrafista en Galicia que narra la vida de Emilio Novoa de la Vega, telegrafista e inventor, padre del que fue director de la Escuela Oficial de Telecomunicación y bisabuelo del autor. Cerró el acto Matías González Martín, Secretario General de Telecomunicaciones que habló sobre la actualidad de las telecomunicaciones y los avances obtenidos hasta la fecha. Tras su intervención se le impuso la insignia de Telégrafos.

## Concurso Nacional deMorse

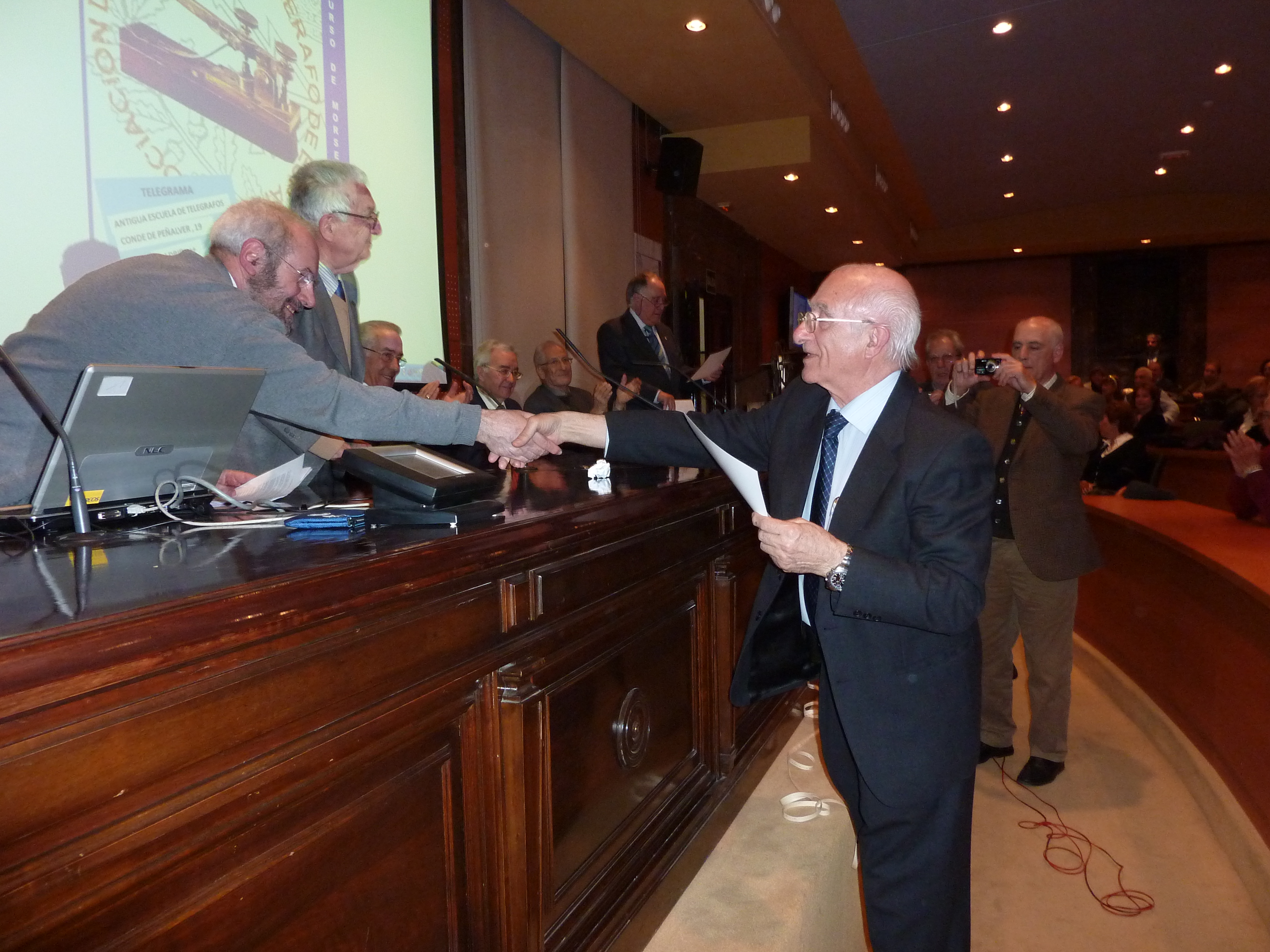
Concurso Morse. Entrega de diplomas

La Asociación de Amigos del Telégrafo celebró en 2012 el I Concurso Nacional de Morse del siglo XXI en la antigua Escuela de Telégrafos de Conde de Peñalver de Madrid, en las modalidades de transmisión y recepción y lectura de cinta, para lo cual fue necesario la reparación de algunos equipos morse del Museo Postal y Telegráfico y su puesta en funcionamiento. Entre los equipos destacó una estación morse de las Islas Chafarinas que estuvo operativa de 1891 a 1970. El grupo técnico de la asociación, dirigido por Sebastián Olivé, empleó muchas horas probando equipos y cronometrando los tiempos de las distintas pruebas.
El I Concurso Nacional de Morse del siglo XXI levantó una gran expectación tanto en los asociados como en los diferentes medios de comunicación: prensa, radio y televisión demostrando que el sistema morse sigue vivo. El jurado otorgó tres premios y tres diplomas en cada una de las categorías.

## Reconocimientos

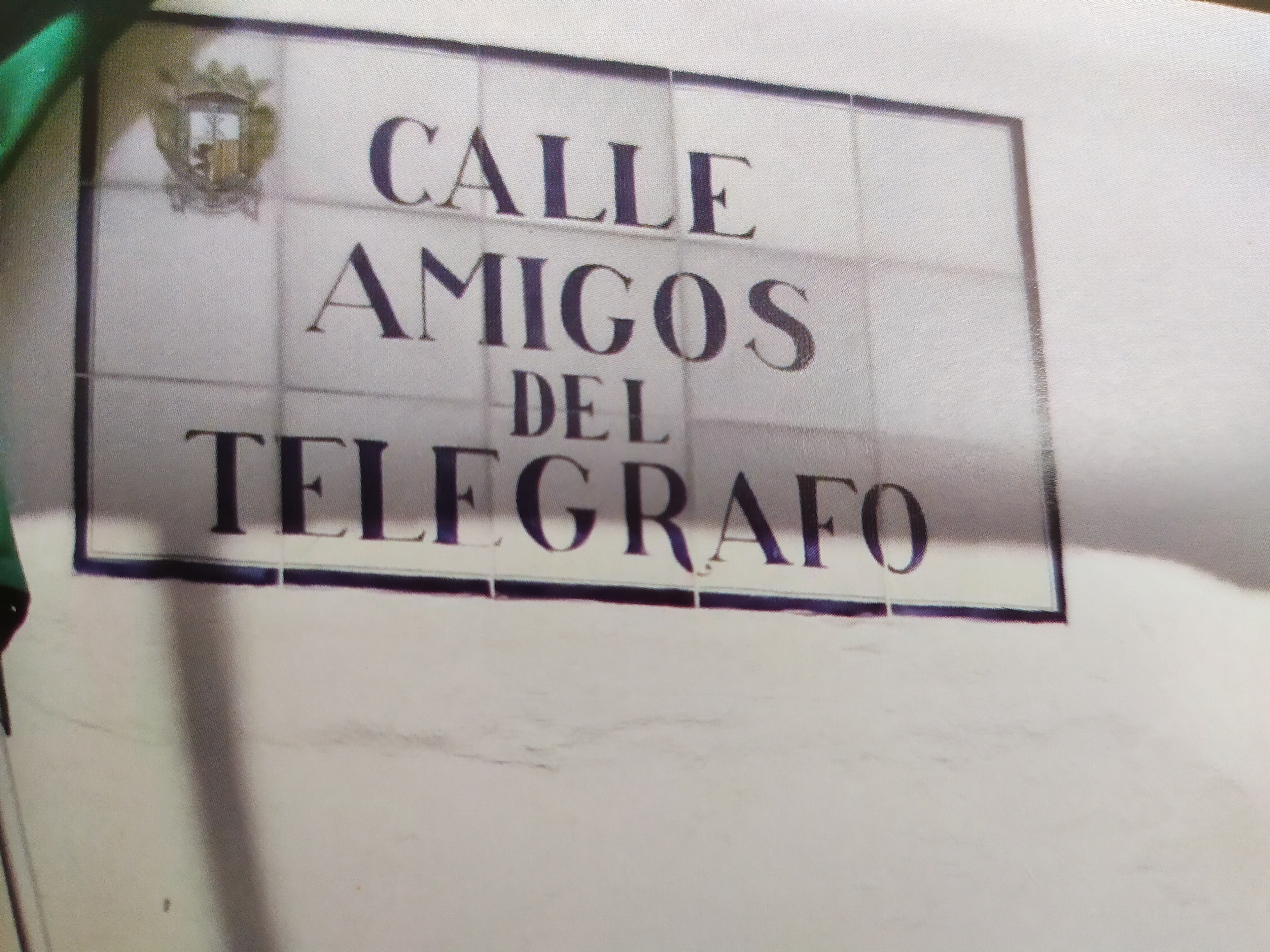
Calle Amigos del Telégrafo. Marchena 2013

En 2013, el Ayuntamiento de Marchena dedicó una calle a la Asociación de Amigos del Telégrafo en Marchena, en la provincia de Sevilla, por haber mantenido vivo el recuerdo del servicio telegráfico y su historia. La céntrica calle de la localidad se inauguró 25 de mayo de 2013 con la asistencia de las autoridades locales y un gran número de asociados, que se desplazaron a Marchena para celebrar este acto. Desde entonces está rotulada con un azulejo sevillano.